# Benjamin Peterson
Benjamin Lee Peterson (* 27. července 1950 Cumberland, Wisconsin, USA) je bývalý americký zápasník, volnostylař.
V roce 1972 vybojoval zlato a v roce 1976 bronz na olympijských hrách. V roce 1973 vybojoval bronz na mistrovství světa a v roce 1975 zvítězil na Panamerických hrách. V roce 1973 a 1979 vybojoval stříbro a v roce 1980 zlato na Světovém poháru. Od roku 1976 se věnoval trenérské práci. Civilním povoláním byl architekt. Zápasu se věnoval také jeho bratr John.